# Adam Ant
Adam Ant (født Stuart Leslie Goddard 3. november 1954) er en engelsk popstjerne, forsanger i 1980'ernes New Wave/Post-Punk gruppen Adam & the Ants og senere soloartist. Han er også skuespiller, med optræden i mere end tyve film og tv-serier i perioden mellem 1985 og 1999.

## Tidlige liv og karriere
Goddard, enebarn, blev født i Marylebone, London. Hans første skole var Robinsfield Primary, hvor han gjorde stor opstandelse ved at smide en mursten igennem et vindue. Sagen blev formodentlig løst til alles tilfredshed, eftersom han fortsatte på Robinsfield. Han gik også på St. Marylebone Grammar School. Et af de temaer han brugte i sit senere arbejde, undertrykte minoriteter, var en del af hans arv. Han er af Romani slægt. Hans bedstefar, Walter Albany Smith, var fuldblods Romani. Hjemmet var en toværelses i Dewalden-komplekset, St. Johns Wood. Adam Ant husker: "Der var ingen luksus, men der var altid mad på bordet." Hans far arbejdede som chauffør og hans mor gjorde rent, kortvarigt for Paul McCartney. Selvom Adam ikke selv mødte Paul, indtil flere år senere, skaffede hans mor ham dog en autograf fra én fra The Beatles.
Adams tidlige karriere, var som del af punk rock bevægelsen, først som én af "Art School Punk"-medløberne, som fulgte de originale punkgrupper som Siouxsie & the Banshees, Generation X og The Clash. Det første band han tiltrådte var Bazooka Joe, hvor han spillede bas. Det var ved en Bazooka Joe-optræden, at Adam var vidne til Sex Pistols' første koncert. Sex Pistols spillede som support til Bazooka Joe. Han medvirkede i Derek Jarmans "punk"-film Jubilee fra 1977. Hans pladedebut kom med sangen Deutscher Girls, som også er med på soundtracket fra filmen Jubilee, og som blev genudgivet som single i 1982, efter the Ants havde fået succes på hitlisterne.

## Adam & the Ants æra
I 1979, efter at have udgivet albummet Dirk Wears White Sox og vundet en begejstret fanskare, hyrede Adam den tidligere Sex Pistols manager Malcolm McLaren, hvis eneste hovedinteresse var at overbevise de tre øvrige bandmedlemmer om at forlade the Ants og danne bandet Bow Wow Wow.
Tidligt i 1980 rekrutterede Adam Ant sin gamle ven Marco Pirroni for at forbedre gruppens besætning, lyd og image, som nu havde to trommeslagere og pirattøj. Dette nye look blev brugt til at markedsføre albummet Kings of the Wild Frontier, og flere singler hittede. Gruppens popularitet voksede og det efterfølgende album Prince Charming blev utroligt succesfuldt, bl.a. med tre UK top-ti singler, hvoraf to nåede #1. På samme tid havde han og skuespilleren Jamie Lee Curtis et kort forhold. The Ants gik i opløsning i starten af 1982. Flere avisartikler kom med varierende forklaringer på bruddet. Endeligt blev Adam citeret for at have sagt, at bruddet var venskabeligt, men senere sagde han at "interessen bare ikke var der mere. Det var Adam & the Ants på plakaterne, men ikke på scenen." Som en tilføjelse, siges det, at Marco Pirroni fratrådte, fordi han var træt af at turnere.

### Albums
- 1982: Friend or Foe (oktober)
- 1983: Strip (november)
- 1985: Vive Le Rock (september)
- 1990: Manners and Physique (marts)
- 1993: Antmusic: The Very Best of Adam Ant (visse UK-versioner udkom med en 18 track live bonus CD)(september)
- 1993: Persuasion (ikke udgivet)
- 1994: B-Side Babies (april)
- 1995: Wonderful (april)
- 1999: The Very Best of Adam And The Ants (april)
- 2006: The Very Best of Adam And The Ants: Stand and Deliver (visse UK-versioner udkom med en DVD med 8 musikvideoer)(september)
- 2007: Anthology CD (januar)
- 2013: Adam Ant Is The Blueblack Hussar In Marrying The Gunner's Daughter (januar)